# Nino Robić
Nino Miroslav Robić, slovensko-hrvaški pevec zabavne glasbe, * 27. maj 1931, Garešnica, Hrvaška, † 10. avgust 2014, Ljubljana.
Nino Robić se je v zgodovino zapisal predvsem kot pevec zlatega obdobja slovenske popevke s pesmimi, kot so »Zemlja pleše«, »Življenje je vrtiljak« in »Ura brez kazalcev«. Na Slovenski popevki je nastopil že takoj na začetku leta 1962. Nastopal je tudi na prireditvah Zagrebački festival zabavne glazbe (Zagrebfest), Festival Opatija in na Splitskem festivalu.
V Sloveniji je kariero začel 1956 v nočnem baru
ljubljanskega hotela Slon, kjer je pel eno leto, pel je tudi na Bledu in v
Zagrebu, gostoval na turnejah v Vzhodni Nemčiji in Sovjetski zvezi. Njegov
repertoar so sestavljale tako pesmi domačih avtorjev kot tudi priredbe
zimzelenih tujih uspešnic.
Od leta 1962 je bil zaposlen kot radijski urednik za zabavno glasbo na I. in II. programu Radia Ljubljana in pozneje do upokojitve sredi devetdesetih na Radiu Slovenija.
Imel je dva brata (oba že pokojna), zdravnika pediatra Rajka in Iva. Ivo Robić (1923-2000) je bil prav tako znan pevec, dosegel je tudi mednarodne uspehe.
Nino Robić je umrl v Ljubljani, zadnjega pol leta je zaradi
bolezni živel v Centru starejših Trnovo.

## Diskografija

### Albumi
- Das lied der Wolga (7") (Odeon, 1960)
- Nino Robic und Die Hansen-Boys - Cafe oriental (7") (Odeon, 1961)
- Du schones land (7") (Odeon, 1962)
- Majda Sepe in Nino Robić - Bele ladje ‎(7", EP) (Jugoton, 1962)
- Marjana Deržaj in Nino Robić - Gitara u noći ‎(7", EP) (Jugoton, 1962)
- Na Mjesecu ‎(7", EP) (Jugoton, 1962)
- Nino Robić in Ansambel Mojmirja Sepeta - Rosa Morena / Zašto to / Jedna nota / Dođi u septembru ‎(7", EP) (PGP RTB, 1963)
- Santo Domingo ‎(EP) (Jugoton, 1966)
- Nino Robić in Ansambel Jožeta Privška - Silvija / Raj Doma ‎(7", Single)	(ZKP RTV Ljubljana, 1973)
- Sredi zvezd, noč in dan se vrti ta svet (kompilacija največjih uspešnic) (CD) (ZKP RTV Slovenija, 2005)